# Romeo, Colorado
Romeo är en ort i Conejos County i delstaten Colorado, USA.